# Breakfast in Paris
Pour plus de détails, voir Fiche technique et Distribution.
Breakfast in Paris est une comédie romantique australienne réalisé par John D. Lamond, sorti en 1982.

## Fiche technique
- Titre français : Breakfast in Paris
- Réalisation : John D. Lamond
- Scénario : Alan Hopgood
- Photographie : Ross Berryman
- Musique : Brian May
- Montage : Jill Rice
- Pays d'origine :  Australie
- Genre : Comédie, film d'amour
- Durée : 94 minutes
- Date de sortie :
  - Australie : 11 mars 1982

## Distribution
- Barbara Parkins : Jackie Wyatt
- Rod Mullinar : Michael Barnes
- Jack Lenoir : Pierre
- Elspeth Ballantyne : Millie
- Jeremy Higgins : Marcel
- Graham Stanley : Henri
- Chris Milne : Craig